# Дорожки (Польща)
Доро́жки (пол. Dorożki) — село в Польщі, у гміні Юхновець-Косьцельний Білостоцького повіту Підляського воєводства.
Населення — 134 особи (2011).
У 1975—1998 роках село належало до Білостоцького воєводства.

## Демографія
Демографічна структура станом на 31 березня 2011 року:
|          | Загалом | Допрацездатний вік | Працездатний вік | Постпрацездатний вік |
| -------- | ------- | ------------------ | ---------------- | -------------------- |
| Чоловіки | 70      | 17                 | 38               | 15                   |
| Жінки    | 64      | 8                  | 28               | 28                   |
| Разом    | 134     | 25                 | 66               | 43                   |